# Trioza forcipula
Trioza forcipula är en insektsart som beskrevs av Patch 1912. Trioza forcipula ingår i släktet Trioza och familjen spetsbladloppor. Inga underarter finns listade i Catalogue of Life.